# Stadl-Predlitz
Stadl-Predlitz – gmina w Austrii, w kraju związkowym Styria, w powiecie Murau. Liczy 1723 mieszkańców (1 stycznia 2015).